# Lamington

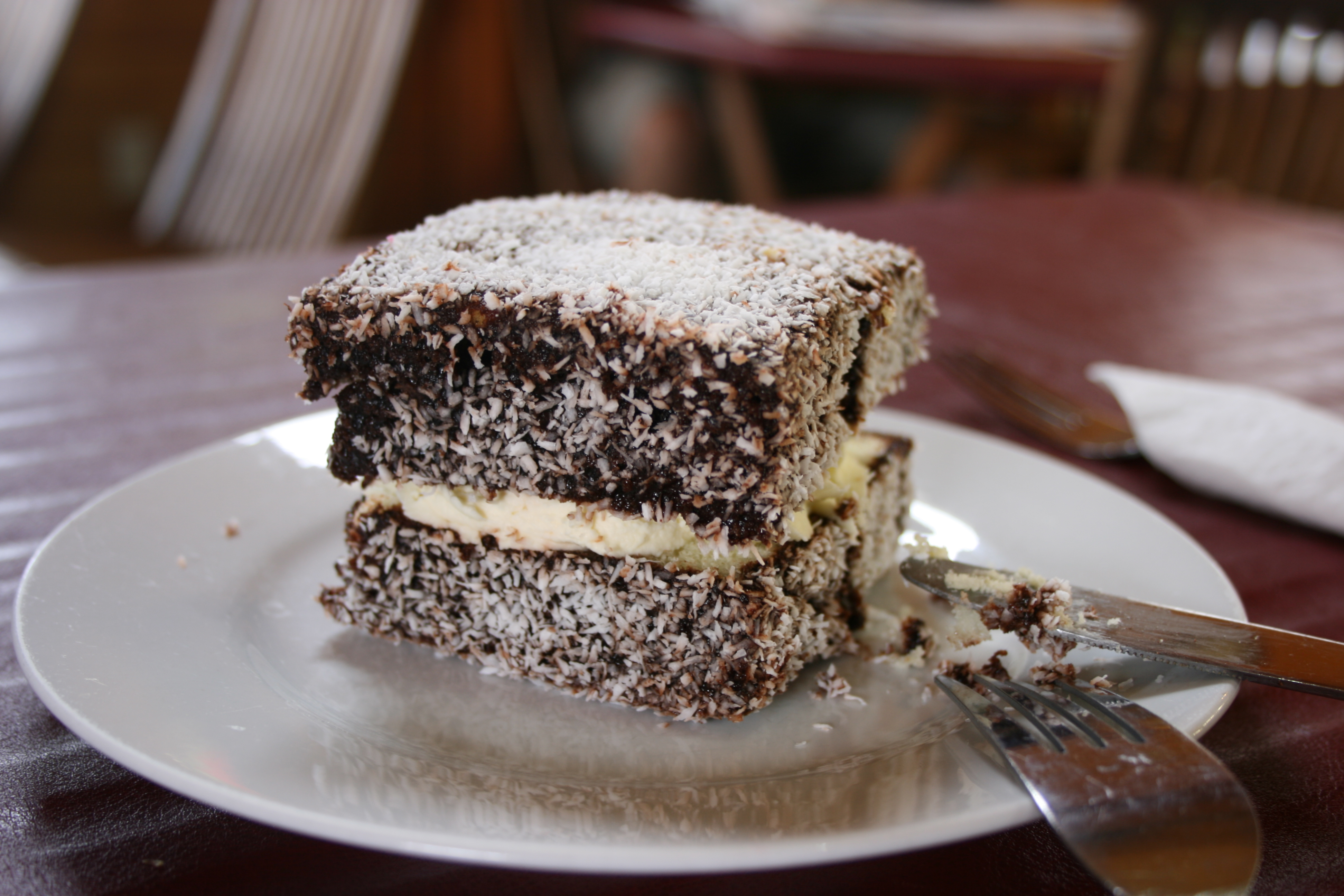
Lamington relleno con crema.

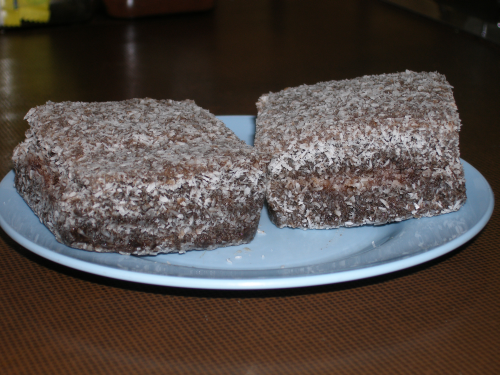
Dos lamingtons tradicionales.

El lamington es un pastel esponjoso con forma de cuadrados, cubierto con una cobertura azucarada a base de chocolate y espolvoreado con coco rallado. A veces los lamingtons son servidos como dos mitades con una capa de crema o mermelada de frutas entre ellas, y es común encontrarlos en cafés, bares, reposterías y supermercados de Australia. La variedad con frambuesa es más común en Nueva Zelanda, mientras que la versión con limón prevalece en Australia.